# Sasamón
Sasamón község Spanyolországban, Burgos tartományban. Sasamón Iglesias, Castellanos de Castro, Hontanas, Castrojeriz, Villasandino, Grijalba, Villamayor de Treviño, Sordillos, Villegas, Pedrosa del Páramo, Isar és Villanueva de Argaño községekkel határos. Lakosainak száma 912 fő (2024).

## Nevezetességek
A községhez tartozik Castrillo de Murcia település is, amelynek világszerte egyre híresebb, a 17. századtól kezdve minden évben megtartott rendezvénye az El Colacho.

## Népesség
A település népessége az utóbbi években az alábbiak szerint változott:
| Lakosok száma | 1493 | 1346 | 1296 | 1207 | 1170 | 1093 | 1053 | 983  | 963  | 912  |
|               | 2001 | 2004 | 2006 | 2009 | 2011 | 2014 | 2016 | 2019 | 2021 | 2024 |